# Morti il 17 febbraio
| Questa pagina contiene informazioni ricavate automaticamente dalle voci biografiche con l'ausilio del template Bio e di un bot. L'aggiornamento è periodico e automatico e ricostruisce completamente la pagina. Se manca una persona in questa lista, sei pregato di non aggiungerla, ma accertati piuttosto che la sua voce biografica contenga il template Bio e che i dati anagrafici siano correttamente compilati. Se il template Bio manca, inseriscilo tu stesso o, in alternativa, metti l'avviso {{tmp\|Bio}} che ne segnala la mancanza. Se i dati riportati sono sbagliati, correggi direttamente la voce biografica; le modifiche saranno visibili in questa lista entro pochi giorni. Per chiarimenti vedi il progetto biografie. La lista contiene solo le 567 persone che sono citate nell'enciclopedia e per le quali è stato implementato correttamente il template Bio. Pagina aggiornata al 17 ago 2025. |

## IV secolo(2)
- 306 - Teodoro di Amasea, militare e santo romano
- 364 - Gioviano, imperatore romano (n. 331)

## V secolo(1)
- 440 - Mesrop Mashtots, monaco cristiano, teologo e linguista armeno (n. 361)

## VII secolo(2)
- 647 - Regina Seondeok di Silla, regina coreana
- 661 - Finan di Lindisfarne, vescovo scozzese

## IX secolo(1)
- 889 - Liutberto di Magonza, arcivescovo franco

## X secolo(1)
- 923 - Ṭabarī, storico, teologo e astrologo persiano (n. 839)

## XI secolo(1)
- 1071 - Frozza Orseolo, nobildonna italiana (n. 1015)

## XII secolo(2)
- 1124 - Costabile Gentilcore, abate e santo italiano
- 1129 - Thoros I d'Armenia, sovrano

## XIII secolo(2)
- 1220 - Teobaldo I di Lorena, duca francese
- 1286 - Luca Belludi, religioso e beato italiano (n. 1200)

## XIV secolo(6)
- 1307 - Alexander Bruce, nobile e religioso scozzese (n. 1285)
- 1307 - Thomas Bruce, nobile scozzese (n. 1284)
- 1310 - Alessio Falconieri, religioso e santo italiano
- 1339 - Ottone IV d'Asburgo, duca (n. 1301)
- 1370 - Henning Schindekopf, tedesco
- 1371 - Ivan Alessandro di Bulgaria, nobile bulgaro

## XV secolo(9)
- 1407 - Andrea Matteo I Acquaviva, nobile italiano
- 1411 - Solimano Çelebi, principe ottomano (n. 1377)
- 1448 - Nils Ragvaldsson, arcivescovo cattolico svedese
- 1459 - Fantino Dandolo, giurista, diplomatico e arcivescovo cattolico italiano (n. 1379)
- 1461 - John Grey di Groby, cavaliere medievale inglese (n. 1432)
- 1477 - Barnaba da Terni, presbitero e religioso italiano (n. 1398)
- 1478 - Domenico Dominici, vescovo cattolico e teologo italiano (n. 1416)
- 1491 - Pietro di Aragona, principe italiano (n. 1472)
- 1500 - Francesco Berlinghieri, geografo e umanista italiano (n. 1440)

## XVI secolo(8)
- 1504 - Eberardo II di Württemberg, duca tedesco (n. 1447)
- 1550 - Marcantonio Flaminio, umanista italiano (n. 1498)
- 1555 - Giuliano Bugiardini, pittore italiano (n. 1476)
- 1557 - Caterina Cybo, nobile italiana (n. 1501)
- 1559 - Alfonso II Piccolomini, politico italiano (n. 1499)
- 1564 - Pier Francesco Riccio, funzionario, letterato e presbitero italiano (n. 1501)
- 1595 - Nicolò Stizzìa, vescovo cattolico, teologo e giurista italiano (n. 1540)
- 1600 - Giordano Bruno, filosofo, scrittore e predicatore italiano (n. 1548)

## XVII secolo(18)
- 1612 - Ermogene, monaco cristiano, arcivescovo ortodosso e santo russo (n. 1530)
- 1612 - Ernesto di Baviera, arcivescovo cattolico tedesco (n. 1554)
- 1616 - Pierre de Gondi, cardinale e vescovo cattolico francese (n. 1533)
- 1616 - Bibiana von Pernstein, nobile ceca (n. 1578)
- 1633 - Domenico Basile, scrittore e poeta italiana (n. 1596)
- 1638 - Şehzade Kasim, principe ottomano (n. 1614)
- 1644 - Johannes van der Beeck, pittore olandese (n. 1589)
- 1652 - Gregorio Allegri, compositore, presbitero e cantore italiano
- 1659 - Valerio Castello, pittore italiano (n. 1624)
- 1659 - Abel Servien, politico, diplomatico e nobile francese (n. 1593)
- 1664 - Orazio Falconieri, nobile italiano (n. 1579)
- 1670 - Elizabeth Hall, inglese (n. 1608)
- 1672 - Madeleine Béjart, attrice teatrale francese (n. 1618)
- 1672 - Francesco Difnico, scrittore, storico e umanista dalmata (n. 1607)
- 1672 - Ioasaf II, monaco cristiano e arcivescovo ortodosso russo (n. 1591)
- 1673 - Molière, commediografo, attore teatrale e drammaturgo francese (n. 1622)
- 1680 - Jan Swammerdam, biologo e entomologo olandese (n. 1637)
- 1694 - Antoinette Des Houlières, letterata francese (n. 1634)

## XVIII secolo(19)
- 1707 - Joachim d'Alencé, astronomo e fisico francese (n. 1640)
- 1707 - Giambattista Rubini, cardinale e vescovo cattolico italiano (n. 1642)
- 1709 - Erik Benzelius il vecchio, arcivescovo luterano svedese (n. 1632)
- 1710 - George Bull, teologo e vescovo anglicano inglese (n. 1634)
- 1715 - Antoine Galland, orientalista e archeologo francese (n. 1646)
- 1718 - Charlotte Lee, contessa di Lichfield, nobile inglese (n. 1664)
- 1719 - Richard Worley, pirata inglese (n. 1686)
- 1729 - Giovanni Ernesto di Sassonia-Coburgo-Saalfeld, duca (n. 1658)
- 1732 - Louis Marchand, organista e compositore francese (n. 1669)
- 1743 - Giovanni Fischietti, docente e compositore italiano (n. 1692)
- 1744 - René Frémin, scultore francese (n. 1672)
- 1770 - Louis René Vialy, pittore francese (n. 1680)
- 1782 - Giuseppe I di Schwarzenberg, nobile e politico boemo (n. 1722)
- 1788 - Maurice Quentin de La Tour, pittore francese (n. 1704)
- 1789 - Paolo Francesco Giustinian, arcivescovo cattolico italiano (n. 1715)
- 1796 - William Chambers, architetto britannico (n. 1723)
- 1796 - James Macpherson, poeta scozzese (n. 1736)
- 1797 - Maria Anna Sofia di Sassonia (n. 1728)
- 1800 - Vittorio Amedeo Cignaroli, pittore italiano (n. 1730)

## XIX secolo(76)
- 1801 - Maria Antonia Dorotea Gonzaga, nobildonna spagnola (n. 1735)
- 1803 - Nicolás del Campo, politico e militare spagnolo (n. 1725)
- 1804 - Edward Craggs-Eliot, I barone Eliot, politico inglese (n. 1727)
- 1805 - Josephus Nicolaus Laurenti, biologo austriaco (n. 1735)
- 1807 - Paolo Morellati, compositore e organista italiano (n. 1740)
- 1808 - Jean-Frédéric Perregaux, banchiere e politico svizzero (n. 1744)
- 1810 - Pietro Angelo Stefani, presbitero e letterato italiano (n. 1725)
- 1816 - Johann Lorenz Blessig, teologo tedesco (n. 1747)
- 1820 - Jean-François-Régis Clet, presbitero francese (n. 1748)
- 1823 - George Edwards, economista, medico e scrittore britannico (n. 1752)
- 1823 - Friedrich von Kleist, generale prussiano (n. 1762)
- 1823 - Juan Antonio Llorente, storico e politico spagnolo (n. 1756)
- 1825 - Maria Angela Ardinghelli, fisica e traduttrice italiana (n. 1728)
- 1825 - Julien Marie Cosmao-Kerjulien, ammiraglio francese (n. 1761)
- 1826 - Johann Philipp Gabler, teologo tedesco (n. 1753)
- 1827 - Johann Heinrich Pestalozzi, pedagogista e filosofo svizzero (n. 1746)
- 1828 - Heinrich Gottlieb Tzschirner, teologo tedesco (n. 1778)
- 1829 - Jacopo Filiasi, storico italiano (n. 1750)
- 1830 - Marcos António Portugal, compositore portoghese (n. 1762)
- 1831 - Federico Guglielmo di Schleswig-Holstein-Sonderburg-Glücksburg, duca (n. 1785)
- 1834 - John Thelwall, giornalista e poeta britannico (n. 1764)
- 1838 - Jacques-François Dujarié, abate e prete francese (n. 1767)
- 1839 - William Adam, politico e avvocato britannico (n. 1751)
- 1841 - Ferdinando Carulli, chitarrista e compositore italiano (n. 1770)
- 1843 - Eustahija Arsić, mecenate e scrittrice serba (n. 1776)
- 1844 - Domingo Nieto, politico peruviano (n. 1803)
- 1845 - Robert Grosvenor, I marchese di Westminster, nobile e politico inglese (n. 1767)
- 1848 - George Washington Campbell, politico statunitense (n. 1769)
- 1848 - Ignaz zu Hardegg, generale e politico austriaco (n. 1772)
- 1848 - Giuseppina Turrisi Colonna, poetessa e traduttrice italiana (n. 1822)
- 1849 - Valdemaro di Prussia, nobile e militare prussiano (n. 1817)
- 1852 - William Thompson, naturalista irlandese (n. 1805)
- 1853 - Prospero Minghetti, pittore italiano (n. 1786)
- 1853 - Ludwig Senfft von Pilsach, diplomatico e politico tedesco (n. 1774)
- 1854 - John Martin, pittore, incisore e illustratore inglese (n. 1789)
- 1855 - François-Désiré Froment-Meurice, orafo francese (n. 1801)
- 1856 - John Braham, tenore inglese
- 1856 - Heinrich Heine, poeta tedesco (n. 1797)
- 1857 - Elisabetta Sanna, religiosa italiana (n. 1788)
- 1858 - Filippo Albacini, scultore italiano (n. 1777)
- 1863 - Antoni Gómez i Cros, pittore, litografo e illustratore spagnolo (n. 1809)
- 1864 - Mario Giuseppe Mirone, vescovo cattolico italiano (n. 1789)
- 1865 - George Phillips Bond, astronomo statunitense (n. 1825)
- 1866 - Pietro Martini, storico, bibliotecario e politico italiano (n. 1800)
- 1868 - Giuseppe Bianchi, storico, abate e presbitero italiano (n. 1789)
- 1870 - Samuel Tzschirner, rivoluzionario, avvocato e politico tedesco (n. 1812)
- 1872 - José Burgos, presbitero, scrittore e educatore filippino (n. 1837)
- 1872 - Mariano Gómez, presbitero, scrittore e educatore filippino (n. 1799)
- 1872 - Jacinto Zamora, presbitero, scrittore e educatore filippino (n. 1835)
- 1874 - Adolphe Quetelet, astronomo e statistico belga (n. 1796)
- 1875 - Friedrich Wilhelm August Argelander, astronomo tedesco (n. 1799)
- 1876 - Alphonse Guichenot, zoologo, erpetologo e ittiologo francese (n. 1809)
- 1876 - Giuseppe Angelo Manni, politico italiano (n. 1810)
- 1877 - Giuseppe Beghelli, scrittore e giornalista italiano (n. 1847)
- 1877 - Benedetto Fabre, politico italiano (n. 1809)
- 1877 - Salomon Hermann Mosenthal, drammaturgo, scrittore e librettista tedesco (n. 1821)
- 1878 - José Amador de los Ríos, drammaturgo spagnolo (n. 1818)
- 1878 - Pietro Fabris, politico italiano (n. 1805)
- 1880 - James Lenox, bibliografo statunitense (n. 1800)
- 1881 - Pasquale Miglioretti, scultore italiano (n. 1822)
- 1883 - Napoléon Coste, compositore e chitarrista francese (n. 1805)
- 1884 - Heinrich Berghaus, cartografo e geografo tedesco (n. 1797)
- 1885 - Giuseppe Magagnini, compositore italiano (n. 1802)
- 1887 - Andrej Koša, patriota slovacco (n. 1800)
- 1889 - Emil Remigius Frey, politico svizzero (n. 1803)
- 1890 - Christopher Sholes, inventore statunitense (n. 1819)
- 1891 - Theophil Hansen, architetto danese (n. 1813)
- 1892 - Francesco Paolo Perez, politico, scrittore e critico letterario italiano (n. 1812)
- 1894 - Benoît-Hermogaste Molin, pittore francese (n. 1810)
- 1895 - Felice Truffa, pittore italiano (n. 1872)
- 1896 - Joseph Lachaud de Loqueyssie, politico francese (n. 1848)
- 1897 - Alfred Pleasonton, generale statunitense (n. 1824)
- 1898 - Filippo Marignoli, politico, numismatico e banchiere italiano (n. 1809)
- 1898 - Frances Willard, attivista e educatrice statunitense (n. 1839)
- 1899 - Carlo Aletti, organaro italiano (n. 1821)
- 1900 - Rocco Brienza, presbitero e patriota italiano (n. 1818)

## XX secolo(277)
- 1901 - Carlos Casagemas, pittore e poeta spagnolo (n. 1880)
- 1901 - Giulio De Rolland, nobile e politico italiano (n. 1820)
- 1901 - Arthur de La Borderie, storico francese (n. 1827)
- 1903 - Joseph Parry, compositore, musicista e docente gallese (n. 1841)
- 1904 - Boris Nikolaevič Čičerin, filosofo russo (n. 1828)
- 1904 - Hermann Emminghaus, psichiatra tedesco (n. 1845)
- 1905 - Sergej Aleksandrovič Romanov, nobile russo (n. 1857)
- 1907 - Samuel Richard Davies, calciatore inglese (n. 1867)
- 1907 - Ferdinand Justi, linguista e orientalista tedesco (n. 1837)
- 1907 - Henry Steel Olcott, agronomo, giornalista e avvocato statunitense (n. 1832)
- 1908 - Frank Healey, compositore di scacchi britannico (n. 1828)
- 1908 - Ignaz von Plener, politico e nobile austriaco (n. 1810)
- 1909 - Carl Bolle, botanico e ornitologo tedesco (n. 1821)
- 1909 - Geronimo, condottiero nativo americano (n. 1829)
- 1909 - Vladimir Aleksandrovič Romanov, nobile russo (n. 1847)
- 1911 - Isabel Agnes Cowper, incisore e fotografa britannica (n. 1826)
- 1912 - Edgar Evans, esploratore e militare gallese (n. 1876)
- 1912 - Alois Lexa von Aehrenthal, politico e diplomatico austriaco (n. 1854)
- 1913 - Cesare Donati, scrittore e giornalista italiano (n. 1826)
- 1913 - Joaquin Miller, poeta, drammaturgo e giurista statunitense (n. 1837)
- 1913 - Ignazio Monterisi, vescovo cattolico italiano (n. 1860)
- 1914 - Michele Amato Pojero, politico italiano (n. 1850)
- 1914 - Fanny Van de Grift, avventuriera statunitense (n. 1840)
- 1915 - Francisco Giner de los Ríos, pedagogo e scrittore spagnolo (n. 1839)
- 1915 - Filomena Pennacchio, brigante italiana (n. 1841)
- 1916 - Lodovico Oberziner, letterato, bibliotecario e archivista italiano (n. 1856)
- 1917 - Carolus-Duran, pittore francese (n. 1837)
- 1917 - Tito Lessi, pittore italiano (n. 1858)
- 1917 - Axel Olrik, storiografo danese (n. 1864)
- 1918 - Milan Neralić, schermidore croato (n. 1875)
- 1919 - Antanas Ričardas Druvė, militare lituano (n. 1865)
- 1919 - Wilfrid Laurier, politico canadese (n. 1841)
- 1919 - Murray Marble, compositore di scacchi statunitense (n. 1885)
- 1920 - Thomas Commerford, attore statunitense (n. 1855)
- 1920 - Eduard von Knorr, ammiraglio tedesco (n. 1840)
- 1920 - Efim Volkov, pittore russo (n. 1844)
- 1921 - William Odling, chimico inglese (n. 1829)
- 1921 - Eugène Protot, politico francese (n. 1839)
- 1922 - Niccolò Papadopoli, banchiere, politico e numismatico italiano (n. 1841)
- 1922 - Carl Röder, scultore e litografo tedesco (n. 1854)
- 1924 - Henry Bacon, architetto statunitense (n. 1866)
- 1924 - Augustin Boué de Lapeyrère, ammiraglio francese (n. 1852)
- 1924 - George Edward Carpenter, compositore di scacchi statunitense (n. 1844)
- 1924 - Charles Herbert, dirigente sportivo e canottiere britannico (n. 1846)
- 1924 - Oskar Merikanto, compositore, pianista e organista finlandese (n. 1868)
- 1924 - Filippo Torrigiani, diplomatico e politico italiano (n. 1851)
- 1924 - Giovanni Antonio Vanni, magistrato e politico italiano (n. 1855)
- 1925 - Ignacio Andrade, politico venezuelano (n. 1839)
- 1925 - Julius Hirschberg, oculista tedesco (n. 1843)
- 1926 - Jan Cieplak, arcivescovo cattolico polacco (n. 1857)
- 1926 - Louisa Thiers, supercentenaria statunitense (n. 1814)
- 1927 - Frank Lane, velocista statunitense (n. 1874)
- 1927 - Giuseppe Schirò, poeta, linguista e pubblicista italiano (n. 1865)
- 1928 - Rinaldo Arconati, militare e politico italiano (n. 1841)
- 1928 - Ōtsuki Fumihiko, linguista e storico giapponese (n. 1847)
- 1929 - Giovanni Gamberoni, arcivescovo cattolico italiano (n. 1868)
- 1930 - Louise Kirkby Lunn, contralto inglese (n. 1873)
- 1932 - Albert Johnson, criminale canadese
- 1932 - Florence Kelley, politica statunitense (n. 1859)
- 1933 - Ersilia Bronzini, attivista italiana (n. 1859)
- 1933 - Corinne Roosevelt Robinson, poetessa e scrittrice statunitense (n. 1861)
- 1933 - Toktogul Satılgan, poeta e cantante kirghizo (n. 1864)
- 1934 - Alberto I del Belgio, sovrano belga (n. 1875)
- 1934 - Siegbert Tarrasch, scacchista tedesco (n. 1862)
- 1935 - Francesco Frione, calciatore uruguaiano (n. 1912)
- 1935 - Charles Maudru, regista francese (n. 1859)
- 1935 - Marian de Forest, giornalista e commediografa statunitense (n. 1864)
- 1936 - Andrea Nicola, calciatore italiano (n. 1881)
- 1937 - Francesco Biffi, militare italiano (n. 1908)
- 1937 - Charles Hill Mailes, attore canadese (n. 1870)
- 1937 - Hugo Meisl, calciatore e allenatore di calcio austriaco (n. 1881)
- 1939 - Fred Gamble, attore statunitense (n. 1868)
- 1939 - Willy Hess, violinista e insegnante tedesco (n. 1859)
- 1940 - Julius Paulsen, pittore danese (n. 1860)
- 1940 - Antoni Wilk, insegnante e astronomo polacco (n. 1876)
- 1941 - Cesare Campana, militare italiano (n. 1897)
- 1941 - Stefan Zuck, alpinista tedesco (n. 1913)
- 1942 - Evgenij Veniaminovič Červjakov, attore e regista cinematografico russo (n. 1899)
- 1943 - Yuzuru Hiraga, ammiraglio e ingegnere navale giapponese (n. 1878)
- 1943 - George Keogan, allenatore di pallacanestro statunitense (n. 1890)
- 1943 - Coulson Kernahan, scrittore e poeta inglese (n. 1858)
- 1943 - Tarquinio Sini, illustratore e pubblicitario italiano (n. 1891)
- 1944 - Orazio Costorella, partigiano italiano (n. 1924)
- 1944 - Mario Zorzi, tiratore a segno italiano (n. 1910)
- 1944 - Pietro de Nava, ingegnere italiano (n. 1870)
- 1945 - Francesco Da Gioz, partigiano italiano (n. 1896)
- 1945 - Mario Martire, aviatore italiano (n. 1910)
- 1945 - Elisa Sala, partigiana italiana (n. 1925)
- 1946 - Beniamino di Costantinopoli, arcivescovo ortodosso greco (n. 1871)
- 1946 - Charles Brinley, attore statunitense (n. 1880)
- 1946 - Dorothy Gibson, attrice, modella e cantante statunitense (n. 1889)
- 1946 - Jutta di Meclemburgo-Strelitz, nobile tedesca (n. 1880)
- 1947 - Ettore Bortolotti, matematico italiano (n. 1866)
- 1947 - Shivakiar Ibrahim, principessa egiziana (n. 1876)
- 1947 - M. P. Shiel, scrittore britannico (n. 1865)
- 1947 - Elena Văcărescu, scrittrice e poetessa rumena (n. 1864)
- 1948 - Yahya Muhammad Hamid ed-Din, sovrano yemenita (n. 1869)
- 1948 - Yakob Ošakan, scrittore, poeta e giornalista armeno (n. 1883)
- 1950 - Santiago Casares Quiroga, politico spagnolo (n. 1884)
- 1950 - Albert MacQuarrie, attore statunitense (n. 1882)
- 1951 - Arnold Pressburger, produttore cinematografico ungherese (n. 1885)
- 1952 - Edvige Carboni, mistica italiana (n. 1880)
- 1952 - Cipriano Facchinetti, giornalista e politico italiano (n. 1889)
- 1952 - Lotte Pritzel, artista e costumista tedesca (n. 1887)
- 1952 - Henri Rinck, compositore di scacchi francese (n. 1870)
- 1953 - Philippe Bonnardel, calciatore francese (n. 1899)
- 1953 - Giovanni Cicconetti, geodeta italiano (n. 1872)
- 1954 - Erik Bergqvist, pallanuotista e calciatore svedese (n. 1891)
- 1954 - Secondo Polazzo, funzionario italiano (n. 1892)
- 1955 - Štefan Krčméry, poeta, critico letterario e traduttore slovacco (n. 1892)
- 1955 - Fernanda Negri Pouget, attrice italiana (n. 1889)
- 1955 - Ango Sakaguchi, scrittore giapponese (n. 1906)
- 1957 - Wilfrid Crabtree, calciatore britannico (n. 1885)
- 1958 - Ulisse Baruffini, calciatore, dirigente sportivo e allenatore di calcio italiano (n. 1880)
- 1958 - Petr Bezruč, poeta ceco (n. 1867)
- 1958 - Tala Birell, attrice rumena (n. 1907)
- 1958 - Rudolph Cameron, attore statunitense (n. 1894)
- 1958 - Avelino da Conceição do Carmo, cestista portoghese
- 1958 - Frederick Edward-Collins, ammiraglio inglese (n. 1883)
- 1958 - Marguerite Snow, attrice statunitense (n. 1889)
- 1959 - Kathryn Adams, attrice statunitense (n. 1893)
- 1959 - Luigi Chiodi, ciclista su strada italiano (n. 1887)
- 1959 - Luigi Emanueli, ingegnere e inventore italiano (n. 1883)
- 1960 - Marcello Boasso, compositore e pianista italiano (n. 1902)
- 1960 - Eugenio Giambro, arcivescovo cattolico italiano (n. 1866)
- 1960 - Bruto Mancini, funzionario, magistrato e politico italiano (n. 1880)
- 1960 - Giuseppe Piemonte, politico e antifascista italiano (n. 1878)
- 1961 - Julius Jaenzon, direttore della fotografia svedese (n. 1885)
- 1961 - Nita Naldi, attrice statunitense (n. 1894)
- 1962 - Temistocle Bernardi, diplomatico e politico italiano (n. 1871)
- 1962 - Mary Alice Blair, medico neozelandese (n. 1880)
- 1962 - Philippe Cattiau, schermidore francese (n. 1892)
- 1962 - Joseph Kearns, attore e insegnante statunitense (n. 1907)
- 1962 - Bruno Walter, direttore d'orchestra, pianista e compositore tedesco (n. 1876)
- 1963 - George Howard, XI conte di Carlisle, militare inglese (n. 1895)
- 1963 - Frances Louise Lockridge, scrittrice statunitense (n. 1896)
- 1963 - Phillip Richardson, giornalista e scrittore britannico (n. 1875)
- 1964 - Cyril Stanley Kipping, compositore di scacchi britannico (n. 1891)
- 1965 - Tadeusz Lehr-Spławiński, slavista polacco (n. 1891)
- 1966 - Hans Hofmann, pittore tedesco (n. 1880)
- 1966 - Gail Kane, attrice statunitense (n. 1885)
- 1966 - Alfred Sloan, imprenditore statunitense (n. 1875)
- 1967 - Ciro Alegría, scrittore e giornalista peruviano (n. 1909)
- 1967 - Sverre Blix, calciatore norvegese (n. 1885)
- 1967 - Franca Boni, attrice e soprano italiana (n. 1904)
- 1967 - Louise Henry, attrice statunitense (n. 1911)
- 1967 - Margaret Leahy, attrice inglese (n. 1902)
- 1967 - Giulio Parisio, fotografo italiano (n. 1891)
- 1968 - Jack Ahearn, cestista statunitense (n. 1918)
- 1968 - Leo Cella, pilota automobilistico e pilota di rally italiano (n. 1937)
- 1968 - Paolo De Maria, generale italiano (n. 1891)
- 1968 - Jacques Rodrigues, schermidore francese (n. 1886)
- 1968 - Léon Savary, scrittore e giornalista svizzero (n. 1895)
- 1968 - Marquard Schwarz, nuotatore statunitense (n. 1887)
- 1968 - Hertha Sponer, fisica tedesca (n. 1895)
- 1968 - Lina Tartara Minora, attrice italiana (n. 1892)
- 1968 - Donald Wolfit, attore britannico (n. 1902)
- 1969 - Harry Hardy, calciatore inglese (n. 1895)
- 1970 - Shmuel Yosef Agnon, scrittore e poeta israeliano (n. 1888)
- 1970 - Karl Ludwig Felix Machatschki, mineralogista austriaco (n. 1895)
- 1970 - Alfred Newman, compositore e direttore d'orchestra statunitense (n. 1900)
- 1970 - Fernando Schiavetti, politico e giornalista italiano (n. 1892)
- 1971 - Teddy Hart, attore statunitense (n. 1897)
- 1971 - Charles Meunier, ciclista su strada e ciclocrossista belga (n. 1903)
- 1971 - Silvio Petrucci, giornalista e scrittore italiano (n. 1894)
- 1972 - Jack Alderson, calciatore inglese (n. 1891)
- 1972 - Ceccarius, giornalista italiano (n. 1889)
- 1972 - François Devries, calciatore belga (n. 1913)
- 1972 - Friday Hassler, pilota automobilistico statunitense (n. 1935)
- 1972 - Taiko Hirabayashi, scrittrice giapponese (n. 1905)
- 1972 - Gavriil Nikolaevič Popov, compositore sovietico (n. 1904)
- 1972 - Martin Schröttle, hockeista su ghiaccio tedesco (n. 1901)
- 1972 - Edoardo Zavattari, biologo, esploratore e entomologo italiano (n. 1883)
- 1973 - Gaetano Fiorentino, politico italiano (n. 1895)
- 1973 - Francesco Jacomoni di San Savino, diplomatico e generale italiano (n. 1893)
- 1973 - Pixinguinha, compositore, arrangiatore e polistrumentista brasiliano (n. 1897)
- 1973 - Leopoldo Zagami, politico e avvocato italiano (n. 1905)
- 1974 - Jack Cole, ballerino, coreografo e direttore teatrale statunitense (n. 1911)
- 1974 - Rafael Garza Gutiérrez, allenatore di calcio e calciatore messicano (n. 1896)
- 1974 - Ralph W. Gerard, scienziato statunitense (n. 1900)
- 1975 - George Marshall, regista, sceneggiatore e attore statunitense (n. 1891)
- 1975 - Hugo Österman, generale finlandese (n. 1892)
- 1975 - Antonio Zoboli, politico italiano (n. 1903)
- 1976 - Clementina Arderiu, poetessa spagnola (n. 1889)
- 1976 - Matthias Kaburek, allenatore di calcio e calciatore austriaco (n. 1911)
- 1976 - Tommy Law, calciatore scozzese (n. 1908)
- 1976 - Jean Servais, attore belga (n. 1912)
- 1976 - Francesco Zagar, astronomo e matematico italiano (n. 1900)
- 1977 - Edward G. Boyle, scenografo canadese (n. 1899)
- 1978 - Luisa Banti, archeologa e scrittrice italiana (n. 1894)
- 1978 - Erik Charpentier, ginnasta e altista svedese (n. 1897)
- 1978 - Giordano Bruno Lattuada, pittore e decoratore italiano (n. 1903)
- 1978 - Agostino Rocca, ingegnere, dirigente d'azienda e imprenditore italiano (n. 1895)
- 1978 - Johann Rüth, vescovo cattolico tedesco (n. 1899)
- 1979 - William Gargan, attore statunitense (n. 1905)
- 1979 - Giuseppe Pulicari, militare italiano (n. 1933)
- 1980 - Einar Karlsson, lottatore svedese (n. 1908)
- 1980 - John Sandwall, schermidore svedese (n. 1917)
- 1980 - Graham Vivian Sutherland, pittore britannico (n. 1903)
- 1981 - Alessandro Astolfi, calciatore italiano (n. 1909)
- 1981 - Marcel Bezençon, giornalista svizzero (n. 1907)
- 1981 - Roberto Echevarría, calciatore spagnolo (n. 1908)
- 1981 - Alfred Fitch, velocista statunitense (n. 1912)
- 1981 - David Garnett, scrittore e editore britannico (n. 1892)
- 1981 - Ezechiele Leandro, pittore, scultore e poeta italiano (n. 1905)
- 1981 - Dante Secchi, canottiere italiano (n. 1910)
- 1981 - Alberto Zozaya, calciatore e allenatore di calcio argentino (n. 1908)
- 1982 - Renato Brighenti, calciatore italiano (n. 1922)
- 1982 - Nestor Chylak, arbitro di baseball statunitense (n. 1922)
- 1982 - Wolfgang Junginger, sciatore alpino tedesco (n. 1951)
- 1982 - Thelonious Monk, pianista e compositore statunitense (n. 1917)
- 1982 - Lee Strasberg, attore e regista teatrale austro-ungarico (n. 1901)
- 1983 - Bruno Corelli, attore italiano (n. 1918)
- 1983 - Tancredi Pasero, basso italiano (n. 1893)
- 1984 - Pavel Fëdorovič Batickij, generale sovietico (n. 1910)
- 1984 - Karel Kolský, allenatore di calcio e calciatore cecoslovacco (n. 1914)
- 1985 - Wanda Perry, attrice e modella statunitense (n. 1917)
- 1986 - Jiddu Krishnamurti, filosofo, oratore e mistico apolide (n. 1895)
- 1986 - Wanda Rewska Colacino, artista polacca (n. 1907)
- 1986 - Red Ruffing, giocatore di baseball statunitense (n. 1905)
- 1986 - Paul Stewart, attore e regista statunitense (n. 1908)
- 1986 - Suzuki Izumi, scrittrice, modella e attrice giapponese (n. 1949)
- 1986 - Emil Vodder, fisioterapista danese (n. 1896)
- 1987 - Leo Anchóriz, attore, sceneggiatore e direttore artistico spagnolo (n. 1932)
- 1987 - Hal K. Dawson, attore statunitense (n. 1896)
- 1987 - Jaakko Friman, pattinatore di velocità su ghiaccio finlandese (n. 1904)
- 1987 - Romola Remus, attrice statunitense (n. 1900)
- 1987 - Verree Teasdale, attrice statunitense (n. 1903)
- 1987 - Hans Tetzner, calciatore olandese (n. 1898)
- 1988 - John Marco Allegro, saggista e docente britannico (n. 1923)
- 1988 - Aleksandr Nikolaevič Bašlačëv, cantante, chitarrista e poeta sovietico (n. 1960)
- 1988 - Alain Savary, politico francese (n. 1918)
- 1989 - Lefty Gomez, giocatore di baseball statunitense (n. 1908)
- 1989 - Guy Laroche, stilista francese (n. 1921)
- 1989 - Hanne Sobek, calciatore e allenatore di calcio tedesco (n. 1900)
- 1990 - Robert Bernard, calciatore tedesco (n. 1913)
- 1990 - Jean-Marc Boivin, alpinista, scialpinista e paracadutista francese (n. 1951)
- 1990 - Hap Day, hockeista su ghiaccio, allenatore di hockey su ghiaccio e dirigente sportivo canadese (n. 1901)
- 1990 - Erik Rhodes, attore, cantante e ballerino statunitense (n. 1906)
- 1991 - Gitta Alpár, cantante, attrice e soprano ungherese (n. 1903)
- 1992 - John Fieldhouse, ammiraglio britannico (n. 1928)
- 1992 - Agustín García Arreola, cestista e allenatore di pallacanestro messicano (n. 1915)
- 1992 - Emilio Morollón, calciatore spagnolo (n. 1937)
- 1993 - Hans Baur, generale tedesco (n. 1897)
- 1993 - Fortunato Bianchi, politico italiano (n. 1922)
- 1993 - Jack Froggatt, calciatore inglese (n. 1922)
- 1994 - Gretchen Fraser, sciatrice alpina e allenatrice di sci alpino statunitense (n. 1919)
- 1994 - Vilmos Varjú, pesista ungherese (n. 1937)
- 1994 - Oscar Vicich, calciatore italiano (n. 1922)
- 1994 - Frederick Weber, schermidore statunitense (n. 1905)
- 1995 - Maria Chieco Bianchi, politica italiana (n. 1904)
- 1996 - Hervé Bazin, scrittore francese (n. 1911)
- 1996 - Alberto Bruni Tedeschi, imprenditore e compositore italiano (n. 1915)
- 1996 - Evelyn Laye, attrice e cantante inglese (n. 1900)
- 1996 - Vincenzo Mancini, politico italiano (n. 1931)
- 1996 - Giuseppe Roda, politico italiano (n. 1901)
- 1996 - Nikolaj Starostin, allenatore di calcio, calciatore e hockeista su ghiaccio sovietico (n. 1902)
- 1997 - Spartaco Bandinelli, pugile italiano (n. 1921)
- 1997 - Alfonso Maria Di Nola, antropologo e storico delle religioni italiano (n. 1926)
- 1997 - Amhà Selassié, sovrano etiope (n. 1916)
- 1997 - Ralph Sproul-Bolton, schermidore britannico (n. 1916)
- 1998 - Nicolas Bouvier, scrittore e giornalista svizzero (n. 1929)
- 1998 - Giorgio Cattaneo, pattinatore di velocità su ghiaccio italiano (n. 1923)
- 1998 - Bimal Chandra, nuotatore indiano (n. 1927)
- 1998 - Hilaire Couvreur, ciclista su strada belga (n. 1924)
- 1998 - Aníbal Filiberti, pallanuotista argentino (n. 1914)
- 1998 - Marie-Louise von Franz, psicoanalista svizzera (n. 1915)
- 1998 - Ernst Jünger, scrittore, militare e filosofo tedesco (n. 1895)
- 1998 - Ernst Käsemann, insegnante tedesco (n. 1906)
- 1998 - Bob Merrill, compositore statunitense (n. 1921)
- 1999 - Antonio Pinghelli, giornalista, scrittore e poeta italiano (n. 1910)
- 1999 - Shirley Stoler, attrice statunitense (n. 1929)
- 2000 - Giovanni Alamia, attore, cantautore e comico italiano (n. 1951)
- 2000 - Selina Chönz, scrittrice svizzera (n. 1910)
- 2000 - Aldo Drosina, calciatore e allenatore di calcio jugoslavo (n. 1932)
- 2000 - Miles White, costumista statunitense (n. 1914)
- 2000 - 'Iffat al-Thunayan, principessa saudita (n. 1916)

## XXI secolo(142)
- 2001 - Tina Motoc, romena (n. 1980)
- 2001 - Richard Wurmbrand, presbitero rumeno (n. 1909)
- 2002 - Giustino Durano, attore italiano (n. 1923)
- 2002 - Lev Aleksandrovič Kulidžanov, regista cinematografico sovietico (n. 1923)
- 2002 - Johann Liebenberger, pallanuotista austriaco (n. 1930)
- 2002 - Franco Sorrenti, musicista e chitarrista italiano (n. 1941)
- 2002 - Giovanni Tabacco, storico e medievista italiano (n. 1914)
- 2003 - John Day, storico statunitense (n. 1924)
- 2003 - Silvano Signori, politico, partigiano e sindacalista italiano (n. 1929)
- 2004 - Aldo Borgonzoni, pittore italiano (n. 1913)
- 2004 - Fatafehi 'Alaivahamama'o Tuku'aho, principe tongano (n. 1954)
- 2004 - Gaston Godel, marciatore svizzero (n. 1914)
- 2004 - Sof'ja Nikolaevna Golovkina, ballerina e coreografa russa (n. 1915)
- 2004 - Günther Herrmann, militare e poliziotto tedesco (n. 1908)
- 2004 - José López Portillo, politico messicano (n. 1920)
- 2005 - Giovanni Bertolucci, produttore cinematografico italiano (n. 1940)
- 2005 - César Marcelak, ciclista su strada belga (n. 1913)
- 2005 - Miodrag Nikolić, cestista e allenatore di pallacanestro jugoslavo (n. 1938)
- 2005 - Dan O'Herlihy, attore irlandese (n. 1919)
- 2005 - Omar Sívori, calciatore, allenatore di calcio e dirigente sportivo argentino (n. 1935)
- 2005 - Anatolij Zubrickij, allenatore di calcio e calciatore sovietico (n. 1920)
- 2006 - Ray Barretto, percussionista statunitense (n. 1929)
- 2006 - Paul Carr, attore statunitense (n. 1934)
- 2006 - Jorge Mendonça, calciatore brasiliano (n. 1954)
- 2007 - Mike Awesome, wrestler statunitense (n. 1965)
- 2007 - Lello Capaldo, naturalista italiano (n. 1925)
- 2007 - Giovanni Carminucci, ginnasta italiano (n. 1939)
- 2007 - Jean Duvignaud, scrittore, drammaturgo e sociologo francese (n. 1921)
- 2007 - Aniello Gentile, glottologo e storico italiano (n. 1920)
- 2007 - Jurga Ivanauskaitė, scrittrice lituana (n. 1961)
- 2007 - Michele Massa, regista e sceneggiatore italiano (n. 1929)
- 2007 - Ricardo Munguía Padilla, calciatore messicano (n. 1945)
- 2007 - Maurice Papon, funzionario e politico francese (n. 1910)
- 2007 - Natale Rea, pugile e allenatore di pugilato italiano (n. 1917)
- 2008 - Vladimir Jakovlevič Pereladov, militare sovietico (n. 1918)
- 2009 - Edhi Handoko, scacchista indonesiano (n. 1960)
- 2010 - Giulio De Florian, fondista italiano (n. 1936)
- 2010 - Kathryn Grayson, soprano e attrice statunitense (n. 1922)
- 2010 - Hans Henning Ørberg, grammatico, latinista e insegnante danese (n. 1920)
- 2010 - Luigi Ulivelli, lunghista italiano (n. 1935)
- 2011 - Giampaolo Coral, compositore italiano (n. 1944)
- 2011 - Domenico De Robertis, critico letterario e filologo italiano (n. 1921)
- 2011 - Dave Duerson, giocatore di football americano statunitense (n. 1960)
- 2011 - Perry Moore, scrittore, produttore cinematografico e sceneggiatore statunitense (n. 1971)
- 2012 - Gianfranco Benvenuti, cestista e allenatore di pallacanestro italiano (n. 1932)
- 2012 - Mario Geymonat, filologo classico e latinista italiano (n. 1941)
- 2012 - Ulric Neisser, psicologo tedesco (n. 1928)
- 2012 - Eugene F. Stoermer, biologo statunitense (n. 1934)
- 2012 - Nicolaas Govert de Bruijn, matematico olandese (n. 1918)
- 2013 - Richard Briers, attore britannico (n. 1934)
- 2013 - Alessandro Fontana, storico italiano (n. 1939)
- 2013 - Giuseppe Guarascio, politico italiano (n. 1928)
- 2013 - Phil Henderson, cestista statunitense (n. 1968)
- 2013 - Mario Alighiero Manacorda, pedagogista italiano (n. 1914)
- 2013 - Mindy McCready, cantante statunitense (n. 1975)
- 2014 - Renzo Marcato, pittore italiano (n. 1927)
- 2014 - Toni Ucci, attore e cabarettista italiano (n. 1922)
- 2015 - Alberto Coramini, calciatore italiano (n. 1944)
- 2015 - Andrzej Koszewski, compositore e musicologo polacco (n. 1922)
- 2015 - Antonio Lanfranchi, arcivescovo cattolico e abate italiano (n. 1946)
- 2016 - Jesús Barrero, attore e doppiatore messicano (n. 1958)
- 2016 - Muhammad Hassaneyn Haykal, giornalista egiziano (n. 1923)
- 2016 - Andrzej Żuławski, regista e sceneggiatore polacco (n. 1940)
- 2017 - Alan Aldridge, illustratore britannico (n. 1938)
- 2017 - Nicole Bass, culturista, attrice e wrestler statunitense (n. 1964)
- 2017 - Tore Eriksson, biatleta svedese (n. 1937)
- 2017 - Mario Fondelli, ingegnere italiano (n. 1924)
- 2017 - Warren Frost, attore statunitense (n. 1925)
- 2017 - Tomislav Ivančić, presbitero e teologo croato (n. 1938)
- 2017 - Kim Ji-young, attrice sudcoreana (n. 1938)
- 2017 - Sione Lauaki, rugbista a 15 neozelandese (n. 1981)
- 2017 - Robert Michel, politico e militare statunitense (n. 1923)
- 2017 - Michael Novak, filosofo, giornalista e scrittore statunitense (n. 1933)
- 2017 - Ennio Poleggi, storico dell'architettura italiano (n. 1927)
- 2017 - Tom Regan, filosofo, scrittore e docente statunitense (n. 1938)
- 2017 - Salomon Resnik, psichiatra e psicoanalista argentino (n. 1920)
- 2017 - Michael Tuchner, regista tedesco (n. 1932)
- 2018 - Miguel Pacheco, ciclista su strada spagnolo (n. 1931)
- 2018 - Daniel Quinn, scrittore statunitense (n. 1935)
- 2019 - Antons Justs, vescovo cattolico lettone (n. 1931)
- 2019 - Pat Ramsey, cestista e allenatrice di pallacanestro statunitense (n. 1948)
- 2019 - Frederico Rosa, calciatore portoghese (n. 1957)
- 2019 - Franco Rosi, imitatore italiano (n. 1944)
- 2019 - Franco Rosi, calciatore, allenatore di calcio e dirigente sportivo italiano (n. 1927)
- 2019 - Šaban Šaulić, cantante serbo (n. 1951)
- 2020 - Ja'net DuBois, attrice e cantante statunitense (n. 1932)
- 2020 - Barry Hulshoff, allenatore di calcio e calciatore olandese (n. 1946)
- 2020 - Maurizio Mattioli, editore italiano (n. 1925)
- 2020 - Charles Portis, scrittore statunitense (n. 1933)
- 2020 - Kizito Mihigo, cantante, organista e compositore ruandese (n. 1981)
- 2020 - Larry Tesler, informatico statunitense (n. 1945)
- 2020 - Sergio Travaglia, politico e avvocato italiano (n. 1923)
- 2020 - Andrew Weatherall, disc jockey, musicista e produttore discografico britannico (n. 1963)
- 2020 - Sonja Ziemann, attrice tedesca (n. 1926)
- 2021 - Özcan Arkoç, allenatore di calcio e calciatore turco (n. 1939)
- 2021 - Jacinto Cayco, nuotatore filippino (n. 1924)
- 2021 - Raffaele Cutolo, mafioso italiano (n. 1941)
- 2021 - Évelyne Golhen, cestista francese (n. 1933)
- 2021 - Rush Limbaugh, conduttore radiofonico e giornalista statunitense (n. 1951)
- 2021 - Andrea Lo Vecchio, cantautore, compositore e paroliere italiano (n. 1942)
- 2021 - Joseph Pastor Neelankavil, vescovo cattolico indiano (n. 1930)
- 2021 - Mike Renshaw, calciatore e allenatore di calcio inglese (n. 1948)
- 2021 - Gianluigi Saccaro, schermidore italiano (n. 1938)
- 2021 - Martí Vergés, calciatore spagnolo (n. 1934)
- 2022 - David Brenner, montatore statunitense (n. 1962)
- 2022 - Steve Burtenshaw, calciatore e allenatore di calcio inglese (n. 1935)
- 2022 - Angelo e Alfredo Castiglioni, archeologo e regista italiano (n. 1937)
- 2022 - Fausto Cigliano, cantante, chitarrista e attore italiano (n. 1937)
- 2022 - Alessandro D'Ortenzi, criminale italiano (n. 1942)
- 2022 - Máté Fenyvesi, calciatore ungherese (n. 1933)
- 2022 - Giuseppe Finocchiaro, pianista e compositore italiano (n. 1965)
- 2022 - Jim Hagedorn, politico statunitense (n. 1962)
- 2022 - František Václav Lobkowicz, vescovo cattolico ceco (n. 1948)
- 2022 - Giovanni Percoco, storico, filologo e linguista italiano (n. 1936)
- 2022 - Bepi Ros, pugile italiano (n. 1942)
- 2022 - Roger M. Savory, iranista e linguista britannico (n. 1925)
- 2022 - Henny Trayles, attrice e comica tedesca (n. 1937)
- 2023 - Don Blackburn, hockeista su ghiaccio e allenatore di hockey su ghiaccio canadese (n. 1938)
- 2023 - Rebecca Blank, politica e economista statunitense (n. 1955)
- 2023 - Carla Colombo, montatrice italiana (n. 1931)
- 2023 - Umberto Cuttica, dirigente d'azienda italiano (n. 1928)
- 2023 - Michaël Denard, ballerino e attore francese (n. 1944)
- 2023 - Moses Elisaf, politico e medico greco (n. 1954)
- 2023 - Maurizio Scaparro, regista, critico teatrale e politico italiano (n. 1932)
- 2023 - Stella Stevens, attrice statunitense (n. 1938)
- 2024 - Lefty Driesell, cestista e allenatore di pallacanestro statunitense (n. 1931)
- 2024 - Johan Galtung, sociologo e matematico norvegese (n. 1930)
- 2024 - Peter Michael Muhich, vescovo cattolico statunitense (n. 1961)
- 2024 - Jaap Oudkerk, pistard olandese (n. 1937)
- 2024 - Vera Talchi, attrice francese (n. 1934)
- 2024 - Levan Tediašvili, lottatore sovietico (n. 1948)
- 2024 - Juan María Uriarte Goiricelaya, vescovo cattolico spagnolo (n. 1933)
- 2024 - Franco Venturini, regista, attore e sceneggiatore italiano (n. 1937)
- 2025 - Paquita la del Barrio, cantante messicana (n. 1947)
- 2025 - Frits Bolkestein, economista e politico olandese (n. 1933)
- 2025 - Rick Buckler, musicista britannico (n. 1955)
- 2025 - Felice Cesarino, storico dell'arte e scrittore italiano (n. 1939)
- 2025 - James Harrison, filantropo australiano (n. 1936)
- 2025 - Julian Holloway, attore britannico (n. 1944)
- 2025 - Antonine Maillet, scrittrice canadese (n. 1929)
- 2025 - Jamie Muir, percussionista britannico (n. 1942)
- 2025 - Volker Roth, arbitro di calcio tedesco (n. 1942)